# Astragalus aksaricus
Astragalus aksaricus là một loài thực vật có hoa trong họ Đậu. Loài này được Pavlov miêu tả khoa học đầu tiên.